# リヴァイアサンのセカイ
『リヴァイアサンのセカイ』はチャーによる日本のライトノベルである。挿絵は千田衛人が担当した。

## 概要
同人サークル「機械式少女」のチャーの商業作品としての処女作である。2010年11月よりガンガンONLINEにて全3話が連載された。
2011年3月には全3話が単行本としてリリースされる。
売上次第で続編が出る可能性があることが著者であるチャーより示唆されていたが、続編は現在に至るまで出ていない。
出版元であるスクウェア・エニックスのゲーム「ファイナルファンタジーシリーズ」に出てくるリヴァイアサンとは無関係。

## あらすじ
舞台は、フランスが革命直後で、中国では秦が統一をしようとしている架空の世界での日本。鎖国を解いてすぐの日本で、吸血鬼による死者30名を数える事件、津山事件が起きた。
それによって、日本政府は吸血鬼と対等に戦える人間、ピースメイカーの育成を始めた。
倉田零時は、ピースメイカー候補の一人として、在日中のフランスのピースメイカー、リニアの護衛を任される。
リヴァイアサン、吸血鬼、ピースメイカー………。
そして運命は、彼らを果てしなく続く戦いのセカイへと導いていくことになる。

## 登場人物
倉田零時（くらた れいじ）
本作のメインとなる人物。
軽妙な性格だが、非常事態にすぐ臨戦状態に移れる野性的勘と冷静さをもつ。
現代のヒーローであるピースメイカーになりたいと願っている。
豊富な知識やその身体能力の高さでピースメイカーの候補とされている。
マリー・アンペール
本作のメインヒロインの吸血鬼。種族はロード。
怪力に加えて、ある程度の格闘の心得を持つ。
人間を敵視するが心根は優しい少女。
リニア・フレデリク・ルイ・ヴィエス・ド・カラバ
フランスのピースメイカー。
甲冑を着た騎士然とした女性。
とある時に出会った浅草の揚げ饅頭が好物。
電気を操る剣のアーティファクト「クーロン」を持つ。
アンヌ・ラボアジェ
マリーのメイド吸血鬼。種族はオリジナル。
傷ついた身体を回復させる能力を持つ。
主人であるマリーにオタク知識を教育したり、おしおきと称して痴漢したりと、マリーに執心している一面を持つ。
魯班（ろはん）
メガネ系吸血鬼。種族はセカンド。
豊富な知識を駆使して相手を追い詰めていく頭脳派。
同胞を殺したリニアに復讐心を燃やしている。
本名は公輸盤（こうしゅばん）。魯の国の出身。

## 設定
リヴァイアサン
吸血鬼たちが恐れている、セカイを支配している怪物の別称。
トマス・ホッブズの著書リヴァイアサンに由来する。
吸血鬼
マリーをはじめとする、高い身体能力を有している種族。
大きく分けて3種類存在する。
オリジナル
人間にはない能力「魔法」を持つ吸血鬼。
各々が人間以上の怪力を持つ。
ロード
オリジナルの中でも、人間を吸血鬼にする能力を持つ吸血鬼。
その多くがトップクラスの怪力を有する。
セカンド
ロードによって吸血鬼になった元人間。
人間以上の膂力を得るがオリジナルほどではなく、魔法も持たない。
ピースメイカー
吸血鬼と戦うために育成された超人。
その身体能力は吸血鬼を大幅に上回る。
アーティファクト
ピースメイカーが吸血鬼と戦うための兵器。
対吸血鬼の武器として圧倒的な力を有している。

## 既刊一覧
- リヴァイアサンのセカイ (ISBN 978-4-7575-3188-8)